# Leptura masegakii
Leptura masegakii es una especie de escarabajo longicornio del género Leptura, categorizada en la tribu Lepturini, de la subfamilia Lepturinae. Fue descrita por Kano en 1933.

## Descripción
Mide 17,5-18,3 mm de longitud.

## Distribución
Se distribuye por China.